# Raczkowa (województwo podkarpackie)
Raczkowa – wieś w Polsce położona w województwie podkarpackim, w powiecie sanockim, w gminie Sanok. 
Wieś leży nad potokiem Pijawka dopływem potoku Różowego.
W latach 1975–1998 miejscowość położona była w województwie krośnieńskim.

## Historia
Raczkowa po raz pierwszy występuje w dokumencie z 1480 roku jako Wola Raczkowa. Była ona wówczas własnością Mikołaja Juriowskiego. Od 1495 roku do połowy XVII wieku, wieś była własnością Humnickich. Po nich przeszła na własność Leszczyńskich, zaś od XIX wieku aż po 1944 rok, należała do dóbr rodziny Słoneckich.
W połowie XIX wieku właścicielem posiadłości tabularnej w Raczkowej był Antoni Jaruntowski. Pod koniec XIX wieku właścicielem tabularnym dóbr we wsi był Jan Duklan Słonecki. W 1905 roku Stanisław i Seweryn Słoneccy posiadali we wsi obszar 203,9 ha. W 1911 właścicielem tabularnym był Seweryn Słonecki, posiadający 203 ha.
We wsi znajdują się: Dom Kultury, Ochotnicza Straż Pożarna oraz budynek starej szkoły podstawowej przekształcony w Dom Pomocy Społecznej.
Na wzniesieniu, w centralnej części wsi znajduje się piękna kapliczka licząca ponad 120 lat, nieco dalej krzyż powstańca z 1863 r., na najwyższym wzniesieniu wsi (na górze Jaworzyna) znajdują się pozostałości cmentarza cholerycznego z XIX wieku.
W Raczkowej urodził się i zamieszkiwał major dyplomowany Emil Holuka-Charzewski.
We wsi Raczkowa do 1998 roku działał zespół pieśni ludowej Jaworznie. Od 2002 roku działa Koło Gospodyń Wiejskich liczące 14 gospodyń.